# Rhythm-al-ism
Rhythm-al-ism è il quarto album del rapper statunitense DJ Quik, pubblicato il 24 novembre 1998 e distribuito da Profile Records, Arista e Rush. Il 27 luglio 1999 è certificato disco d'oro dalla RIAA.

## Ricezione
| Recensione        | Giudizio |
| ----------------- | -------- |
| AllMusic          | [ 1 ]    |
| RapReviews        | [ 4 ]    |
| The Source        | [ 5 ]    |
| Los Angeles Times | [ 6 ]    |
| USA Today         | [ 7 ]    |

Chris Slawecki di AllMusic critica aspramente il quarto album di DJ Quik, specialmente a causa della misoginia: «nonostante gli ospiti di alto profilo (tra gli altri Nate Dogg, Peter Gunz e Snoop Dogg), l'album promette più di quanto mantiene». RapReviews recensisce molto positivamente il disco, descritto come «la quintessenza del Partito West Coast».

## Tracce
1. Rhythm-al-ism (Intro) – 1:40 (DJ Quik)
2. We Still Party – 5:13 (DJ Quik)
3. So Many Wayz (featuring 2nd II None & Peter Gunz) – 5:41 (testo: George Archie, Darius Barnett, David Blake, Kelton L. McDonald, Peter Pankey – musica: DJ Quik, G-One (co-prod.))
4. Hand In Hand (featuring 2nd II None & El DeBarge) – 4:18 (testo: Barnett, Blake, Eldra Patrick DeBarge, McDonald – musica: DJ Quik)
5. Down, Down, Down (featuring Suga Free, AMG & Mausberg) – 4:43 (testo: Blake, Johnny Burns, Jason Lewis, Dejuan Walker – musica: DJ Quik)
6. You'z a Ganxta – 4:21 (DJ Quik)
7. I Useta Know Her (featuring AMG) – 3:50 (testo: Blake, Lewis – musica: DJ Quik)
8. No Doubt (featuring Playa Hamm & Suga Free) – 4:22 (testo: Blake, Wilbert Milo, Walker – musica: DJ Quik)
9. Speed – 3:20 (testo: Blake, Lewis, Maurice White, Verdine White – musica: DJ Quik)
10. Whateva U Do – 7:47 (testo: Archie, Blake, Smokey Robinson – musica: DJ Quik, G-One (co-prod.))
11. Thinkin' Bout U – 4:04 (DJ Quik)
12. El's Interlude (featuring El DeBarge) – 4:06 (testo: Blake, DeBarge – musica: DJ Quik)
13. Medley For A "V" (The Pussy Medley) (featuring Snoop Dogg, Nate Dogg, Hi-C, 2nd II None, AMG & El DeBarge) – 6:26 (testo: Archie, Barnett, Blake, Calvin Broadus, DeBarge, Nathaniel Hale, Lewis, McDonald, Crawford Wilkerson – musica: DJ Quik, G-One (co-prod.))
14. Bombudd II – 2:59 (DJ Quik)
15. Get 2Getha Again (featuring 2nd II None, AMG, Hi-C & El DeBarge) – 4:40 (testo: Barnett, Blake, DeBarge, Lewis, McDonald, Wilkerson – musica: DJ Quik)
16. Reprise (Medley For A "V") – 2:40 (testo: Archie, Blake – musica: DJ Quik, G-One (co-prod.))

Durata totale: 70:10

## Classifiche
| Classifica (1998)         | Posizione massima |
| ------------------------- | ----------------- |
| Stati Uniti               | 63                |
| US Top R&B/Hip-Hop Albums | 13                |